# Register (Georgia)
Register – miasto w Stanach Zjednoczonych, w stanie Georgia, w hrabstwie Bulloch.